# Gilbert N. Lewis
Gilbert Newton Lewis  (Weymouth (Massachusetts), 23 de octubre de 1875-Berkeley, 23 de marzo de 1946) fue un fisicoquímico estadounidense, famoso por su trabajo sobre la denominada "Estructura de Lewis" o "diagramas de punto". También es recordado por idear el concepto de enlace covalente y por acuñar el término fotón.

## Biografía
Lewis tuvo una educación hogareña hasta los 8 años de edad, asistiendo a la escuela pública hasta cumplir los 14, momento en el que ingresó en la Universidad de Nebraska para, tres años más tarde, comenzar a estudiar en la Universidad de Harvard, donde mostró interés por la economía. Sin embargo, se concentró en la química, obteniendo su bachillerato en 1896 y su doctorado en 1898. Desarrolló un intenso trabajo en cuestiones relativas principalmente a esta disciplina, publicando numerosos artículos con los resultados de sus investigaciones.
Murió a los 70 años de un ataque cardíaco mientras se encontraba trabajando en su laboratorio en Berkeley. Se le debe el estudio de los electrones periféricos de los átomos, del que dedujo en 1916 una interpretación de la covalencia. También propuso, en 1926, el nombre de fotón para el cuanto de energía electromagnética.

## Actividad profesional
Tras de obtener su Ph.D. (Doctorado Profesional) permaneció como instructor durante un año con el cual antes de viajar con una beca, estudiando con el fisicoquímico Wilhelm Ostwald en Leipzig y con Walther Nernst en Gotinga. Retornó a Harvard donde permaneció tres años más, y en 1904 abandonó la universidad para ocupar el cargo de superintendente y medidas en la Oficina de Ciencia de las Islas Filipinas, en Manila.
Al año siguiente retornó ingreso a Cambridge, cuando el Instituto Tecnológico de Massachusetts (MIT) le propuso unirse a un grupo dedicado a la fisicoquímica dirigido por Arthur Amos Noyes. En 1907 pasó a desempeñar el cargo de profesor asistente, en 1908 como profesor adjunto y en 1911 como profesor titular. En 1912 dejó el MIT para trabajar como profesor de fisicoquímica y Decano del Colegio de Química en la Universidad de California
En 1908 publicó el primero de varios artículos sobre la Teoría de la relatividad, en el que dedujo la relación masa-energía por un camino distinto que Einstein.
En 1916 formuló el modelo del átomo cúbico, y la idea de que un enlace covalente consiste en un par de electrones compartidos y creó el término molécula impar cuando un electrón no es compartido. Sus ideas fueron desarrolladas por Irving Langmuir y sirvieron de inspiración para los estudios de Linus Pauling.
En este mismo año, junto a Max Trautz, desarrollan la teoría de las colisiones, en la que dan explicación a la energía que se requiere para que ocurra una reacción química.
Además, en ese año enunció la importante regla del octeto.
En 1919, estudiando las propiedades magnéticas de soluciones de oxígeno en nitrógeno líquido, encontró que se había formado una molécula de O4. Esta fue la primera evidencia del oxígeno tetra atómico.
En 1923, formuló la teoría del par electrónico para las reacciones ácido - base, permitiendo distinguir los ácidos y bases de Lewis.
Gracias al trabajo de Josiah Willard Gibbs se sabía que las reacciones químicas tienden a un equilibrio determinado por la energía libre de las sustancias intervinientes. Lewis dedicó 25 años a determinar la energía libre de varias sustancias y en 1923 él y Merle Randall publicaron los resultados del estudio y formalizaron la química termodinámica.
En 1926 acuñó el término "fotón" para la menor unidad de energía radiante.
Lewis fue el primero en producir una muestra pura de óxido de deuterio (agua pesada) en 1933. Acelerando deuterones en el ciclotrón de Ernest Lawrence pudo estudiar muchas de las propiedades de los nucleones.
En los últimos años de su vida probó que la fosforescencia de las moléculas orgánicas obedece al estado de un triplete excitado y midió sus propiedades magnéticas.
Publicó numerosos artículos sobre temas muy variados, desde los cuantos de luz hasta la economía de la estabilización de precios.
Aunque fue nominado 42 veces, Lewis nunca ganó el Premio Nobel de Química. El 23 de marzo de 1946, Lewis fue encontrado muerto en su laboratorio de Berkeley donde había estado trabajando con ácido cianhídrico, extendiéndose el rumor de que la causa de su muerte pudo ser un suicidio. Después de la muerte de Lewis, sus hijos siguieron la carrera de su padre en química.

## Logros científicos

### Termodinámica
La mayoría de los intereses duraderos de Lewis se originaron durante sus años en Harvard. El más importante fue la termodinámica, un tema en el que Richards era muy activo en aquella época. Aunque la mayoría de las relaciones termodinámicas importantes se conocían en 1895, se consideraban ecuaciones aisladas, y aún no se habían racionalizado como un sistema lógico, del que, dada una relación, se podía derivar el resto. Además, estas relaciones eran inexactas y sólo se aplicaban a sistemas químicos ideales. Estos eran dos problemas pendientes de la termodinámica teórica. En dos largos y ambiciosos trabajos teóricos de 1900 y 1901, Lewis trató de aportar una solución. Lewis introdujo el concepto termodinámico de actividad y acuñó el término "fugacidad". Su nueva idea de fugacidad, o "tendencia de escape", era una función con las dimensiones de la presión que expresaba la tendencia de una sustancia a pasar de una fase química a otra. Lewis creía que la fugacidad era el principio fundamental del que podía derivarse un sistema de relaciones termodinámicas reales. Esta esperanza no se hizo realidad, aunque la fugacidad encontró un lugar duradero en la descripción de los gases reales.
Los primeros trabajos de Lewis también revelan un conocimiento inusualmente avanzado de las ideas de J. W. Gibbs y P. Duhem sobre la energía libre y el potencial termodinámico. Estas ideas eran bien conocidas por los físicos y los matemáticos, pero no por la mayoría de los químicos prácticos, que las consideraban abstrusas e inaplicables a los sistemas químicos. La mayoría de los químicos se basaban en la conocida termodinámica del calor (entalpía) de Berthelot, Ostwald, y Van 't Hoff, y la escuela de la calorimétrica. El calor de reacción no es, por supuesto, una medida de la tendencia de los cambios químicos a producirse, y Lewis se dio cuenta de que sólo la energía libre y la entropía podían proporcionar una termodinámica química exacta. Derivó la energía libre de la fugacidad; intentó, sin éxito, obtener una expresión exacta para la función entropía, que en 1901 no había sido definida a bajas temperaturas. También Richards lo intentó y fracasó, y no fue hasta que Nernst lo consiguió en 1907 que se pudo calcular la entropía de forma inequívoca. Aunque el sistema basado en la fugacidad de Lewis no perduró, su temprano interés por la energía libre y la entropía resultó de lo más fructífero, y gran parte de su carrera se dedicó a hacer accesibles estos útiles conceptos a los químicos prácticos.
En Harvard, Lewis también escribió un artículo teórico sobre la termodinámica de la radiación de cuerpo negro en el que postulaba que la luz tiene una presión. Más tarde reveló que sus colegas más veteranos y conservadores le habían disuadido de llevar a cabo esta idea, ya que desconocían que Wilhelm Wien y otros estaban siguiendo con éxito la misma línea de pensamiento. El artículo de Lewis no se publicó, pero su interés por la radiación y la teoría cuántica, y (más tarde) por la relatividad, surgió de este primer esfuerzo abortado. Desde el principio de su carrera, Lewis se consideraba tanto químico como físico.

### Teoría de la valencia
Hacia 1902, Lewis empezó a utilizar en sus notas de clase dibujos inéditos de átomos cúbicos, en los que las esquinas del cubo representaban posibles posiciones del electrón. Más tarde, Lewis citó estos apuntes en su clásico trabajo de 1916 sobre el enlace químico, como la primera expresión de sus ideas.
Un tercer interés importante que se originó durante los años de Lewis en Harvard fue su teoría de la valencia. En 1902, mientras intentaba explicar las leyes de la valencia a sus estudiantes, Lewis concibió la idea de que los átomos estaban formados por una serie concéntrica de cubos con electrones en cada esquina. Este "átomo cúbico" explicaba el ciclo de ocho elementos de la tabla periódica y coincidía con la creencia ampliamente aceptada de que los enlaces químicos se formaban por transferencia de electrones para dar a cada átomo un conjunto completo de ocho. Esta teoría electroquímica de la valencia encontró su expresión más elaborada en el trabajo de Richard Abegg en 1904, pero la versión de Lewis de esta teoría fue la única que se plasmó en un modelo atómico concreto. Una vez más, la teoría de Lewis no interesó a sus mentores de Harvard, que, como la mayoría de los químicos estadounidenses de la época, no tenían gusto por tales especulaciones. Lewis no publicó su teoría del átomo cúbico, pero en 1916 se convirtió en una parte importante de su teoría del enlace de pares de electrones compartidos.
En 1916, publicó su artículo clásico sobre el enlace químico "El átomo y la molécula" en el que formuló la idea de lo que se conocería como enlace covalente, consistente en un par compartido de electrones, y definió el término molécula impar (el término moderno es radical libre) cuando no se comparte un electrón. Incluyó lo que se conoció como estructura de puntos de Lewis, así como el modelo del átomo cúbico. Estas ideas sobre el enlace químico fueron ampliadas por Irving Langmuir y se convirtieron en la inspiración para los estudios sobre la naturaleza del enlace químico de Linus Pauling.

### Ácidos y bases
En 1923, formuló la teoría del par de electrones de las reacciones ácido-base. En esta teoría de los ácidos y bases, un "ácido de Lewis" es un "aceptor de pares de electrones" y una "base de Lewis" es un "donante de pares de electrones". Este año también publicó una monografía sobre sus teorías del enlace químico.
Basándose en los trabajos de Josiah Willard Gibbs, se sabía que las reacciones químicas procedían a un equilibrio químico determinado por la energía libre termodinámica de las sustancias que participaban. Lewis pasó 25 años determinando las energías libres de varias sustancias. En 1923, él y Merle Randall publicaron los resultados de este estudio, que ayudó a formalizar la termodinámica química moderna.

### Agua pesada
Lewis fue el primero en producir una muestra pura de óxido de deuterio (agua pesada) en 1933 y el primero en estudiar la supervivencia y el crecimiento de formas de vida en agua pesada. Al acelerar núcleos de  deuterones en un ciclotrón de  Ernest Lawrence, pudo estudiar muchas de las propiedades de los núcleos atómicos. Durante la década de 1930, fue mentor de Glenn T. Seaborg, quien fue contratado para su trabajo postdoctoral como asistente personal de investigación de Lewis. Seaborg pasó a ganar el Premio Nobel de 1951 en Química y tuvo el honor de que el elemento seaborgio fuese nombrado en su honor mientras aún estaba vivo.

### O4tetra oxígeno
En 1924, al estudiar el magnético propiedades de las soluciones de oxígeno en líquido nitrógeno, Lewis descubrió que se formaban O4 moléculas. Esta fue la primera evidencia de oxígeno tetratómico.

### Relatividad y física cuántica
En 1908 publicó el primero de varios artículos sobre la relatividad, en el que derivó la relación masa-energía de una manera diferente a la de Albert Einstein. derivación. En 1909, él y Richard C. Tolman combinaron sus métodos con el principio de la relatividad especial. En 1912 Lewis y Edwin Bidwell Wilson pr Presentó un trabajo importante en física matemática que no solo aplicó la geometría sintética al estudio del espacio-tiempo, sino que también notó la identidad de un mapeo comprimido del espacio-tiempo y una transformación de Lorentz.
En 1926, acuñó el término "fotón" para la unidad más pequeña de energía radiante (luz). En realidad, el resultado de su carta a Nature no fue lo que él pretendía. En la carta, propuso que un fotón sea un elemento estructural elemento, no energía. Insistió en la necesidad de una nueva variable, el número de fotones. Aunque su teoría difería de la teoría cuántica de la luz introducida por Albert Einstein en 1905, su nombre fue adoptado por lo que Einstein había llamado un cuántico de luz (Lichtquant en alemán) .

### Otros logros
En 1921, Lewis fue el primero en proponer una ecuación empírica que describía el que los electrolitos fuertes no obedecían la ley de acción de masas, un problema que había dejado perplejos a los físicos químicos durante veinte años. Posteriormente se confirmó que sus ecuaciones empíricas para lo que él llamó fuerza iónica estaban de acuerdo con la ecuación de Debye-Hückel para electrolitos fuertes, publicada en 1923. Leo
A lo largo de su carrera, Lewis publicó sobre muchos otros temas además de los mencionados aquí, que van desde la naturaleza de los cuantos de luz hasta la economía de la estabilización de precios. En los últimos años de su vida, Lewis y el estudiante graduado Michael Kasha, su último asociado de investigación, establecieron que la fosforescencia de las moléculas orgánicas involucra la emisión de luz de un electrón en un estado de triplete excitado (un estado en el que dos electrones tienen sus espínes orientados en la misma dirección, pero en diferentes orbitales) y midió el paramagnetismo de este estado triplete.

## Eponimia
- El cráter lunar Lewis lleva este nombre en su memoria.[25]